# 테고시 유야
테고시 유야(일본어: 手越 祐也, 1987년 11월 11일 ~ )는 일본의 가수, 배우이며, 남성 아이돌 그룹·NEWS 및 테고마스의 멤버이다.
카나가와 현 요코하마시 출신. 쟈니즈 사무소 소속.

## 약력
- 2002년 12월 1일, 쟈니즈 사무소의 오디션에 합격하여 입소[1]. ( 동기로는 Kis-My-Ft2 멤버 타마모리 유타와 Hey! Say! JUMP 멤버 야오토메 히카루가 있다. )
- 2003년 9월 15일, 남성 아이돌 그룹, NEWS 결성.
- 2003년 11월 7일, 월드컵 배구 2003의 이미지 송 〈NEWS 일본〉으로 NEWS로서 CD 데뷔.
- 2004년 5월 12일, 〈희망~Yell~〉로 NEWS로서 메이저 데뷔.
- 2005년 12월 17일, 영화 《질주》로 영화 첫 출연·주연.
- 2006년 1월, 타카하시 카츠노리 주연의 학원 드라마 《가치바카!》로 연속 드라마 첫 출연.
- 2006년 4월, 와세다 대학 인간과학부 e스쿨(통신교육 과정)에 입학.
- 2006년 11월, 마스다 타카히사와 보컬 유닛 테고마스 결성.
- 2006년 11월 15일, 〈Miso Soup〉로 테고마스로서 스웨덴 데뷔.
- 2006년 12월 20일, 〈미소 수프〉로 테고마스로서 일본 데뷔.
- 2009년 8월 29 ~ 30일, 《24시간 TV 32》로 NEWS로서 메인 퍼스낼리티를 맡는다.
- 2010년 3월 27일, 《누군가 나에게 키스했다》로 할리우드 영화 출연.
- 2020년 6월 19일, 쟈니스 사무실에서 테고시와의 계약 종료가 발표되었다. 테코시는 NEWS에서 탈퇴하고, 테고마스는 해산했다[2].

## 출연

### 드라마
- 디비전1 스테이지 13 〈15살의 블루스〉 (2005년 5월 ~ 6월, 후지 TV) - 사나다 코헤이 역
- 극단 연기자. 〈집이 멀어〉 (2005년 9월 ~ 10월, 후지 TV) - 토미야마 히로아키 역
- 가치바카! (2006년 1월 ~ 3월, TBS) - 우츠기 미노루 역
- 마이☆보스 마이☆히어로 (2006년 7월 ~ 9월, 닛폰 TV) - 사쿠라코지 준 역
- 빙점 (2006년 11월 25·26일) - 츠지구치 토오루 역
- 샤바케 (후지 TV) - 이치타로 역
  - 제1탄 〈샤바케〉 (2007년 11월 24일)
  - 제2탄 〈우소우소〉 (2008년 11월 29일)
- 누군가 거짓말을 하고 있다 (2009년 10월 6일, 후지 TV) - 사토 타카히로 역
- 엽기인걸 스나코♥ (2010년 1월 ~ 3월, TBS) - 토야마 유키노조 역
- 데카완코 (2011년 1월 ~ 3월, 닛폰 TV) - 키리시마 류타 역
- 데카완코 신춘 스페셜 (2012년 1월 7일, 닛폰 TV) - 키리시마 류타 역
- 마츠모토 세이쵸 드라마 스페셜·3억 엔 사건 (2014년 1월 18일, TV 아사히) - 하마노 켄지 역

### 영화
- 질주 (2005년 12월 17일) - 주연 후쿠하라 슈지 역
- 누군가 나에게 키스했다 (2010년 3월 27일) - 하세가와 미라이 역
- 호타루의 빛 (2012년 6월 9일) - 사에키 유우 역

### 성우
- 해피피트(일본어 더빙판) (2007년 3월 17일) - 주인공·멈블 역

### 버라이어티
- 세계의 끝까지 잇테Q! (2007년 2월 4일 ~ , 닛폰 TV)
- 주혼 (2009년 11월 12일 ~ 2010년 3월 25일, 닛폰 TV〔칸토 로컬〕)
- 테고시 유야와 죠 쇼지의 〈사커 어스〉 (2012년 10월 27일 ~ , 닛폰 TV)
- 테고시 유야의 J☆BEST (2014년 1월 18일 ~ , 닛폰 TV)

### 스포츠 프로그램
- FIFA 클럽 월드컵 재팬 2012 (2012년 12월, 닛폰 TV) - 메인 캐스터
- FIFA 클럽 월드컵 모로코 2013 (2013년 12월, 닛폰 TV) - 메인 캐스터
- FIFA 월드컵 브라질 2014 (2014년 6월, 닛폰 TV) - 메인 캐스터

### 라디오
- NEWS 테고시 유야의 What A Wonderful Music! (2005년 4월 4일 ~ 2006년 3월 27일, FM NACK5)

### CM
- 톤가리콘 (2005년, 하우스식품)
- 버몬트 카레 (2006년, 하우스식품)
- 캅파 에비센 〈야메토마송〉 편 (2010년, 가루비)
- 포켓몬스터 블랙·화이트 (2010년, 닌텐도)
- 비타민 탄산 MATCH (2011년 ~ , 오오츠카 식품)
- 쿠노르 컵스프 (2012년, 아지노모토) ※이노하라 요시히코, 요코야마 유와 공동 출연

### 무대
- 테고시 유야의 원맨 RADIO SHOW 〈테고라지〉 (2007년 7월 27일 ~ 31일, 도쿄 글로브좌)
- DREAM BOYS (2009년 9월 4일 ~ 29일, 제국 극장 / 10월 13일 ~ 25일, 우메다 예술극장)

## 연재
- TEGOSHI☆SP (2006년 7월 8일 ~ 10월 2일, Johnny's Web)

## 솔로곡
- Over
〈NEWSnowCONCERT〉 피로곡 ※작사 (작곡: 카토 시게아키)
- ごみ箱 / 쓰레기통
〈NIPPON EAST TO WEST SPRING CONCERT〉 피로곡 / 앨범 《NEWS BEST》 수록곡 ※작사 (작곡: 카토 시게아키)
- YOU-World is yours-
〈A HAPPY "NEWS" YEAR 2006〉 피로곡
- Stars
〈NEWS Concert Tour 2007〉 피로·DVD 수록 / 앨범 《NEWS BEST》 수록곡
NEWS 오리지널 곡 〈Pain〉(〈NEWS 일본 0304〉수록)을 솔로곡으로 어레인지
- 愛なんて / 사랑따윈
앨범 《NEWS BEST》 수록곡
- Addict
싱글 〈챵카파나〉 수록곡 ※작사·작곡
- Lovin' U
앨범 《NEWS》 수록곡
- あなた / 당신
앨범 《White》 수록곡
- Encore
앨범 《QUARTETTO》 수록곡